# 조선의 소리 방송
조선의 소리 방송(朝鮮 - 放送, Voice of Korea)은 조선민주주의인민공화국의 수도 평양에서 방송하고 있는 해외 겨냥 라디오 방송국이다. 이전에는 Radio Pyongyang이라고 불렸다.
조선중앙방송위원회가 제작했고, 북한에 납치된 일본인도 제작에 관련되었다고 하는 설도 있지만, 아나운서는 전부 조선인 이름을 사용한다. 하지만 일본어방송의 문정희(文政姬) 아나운서는 가나가와현 출신의 재일 조선인이다.
조선어 이외에도 일본어·중국어·영어·프랑스어·독일어·러시아어·에스파냐어·아랍어 등으로 방송한다. 조선어 방송은 조선의 소리라는 이름 대신 조선중앙방송이라 부른다. 방송이 시작할 때 조선민주주의인민공화국의 국가와 함께 김일성장군의 노래, 김정일장군의 노래가 연주된다. 다만 조선어 방송은 조선민주주의인민공화국의 국가만 연주된다. 방송 종료후에도 국가를 연주했지만 지금은 시작 시에만 연주된다.

## 방송 내용
프로그램 내용은 보도 외에도 음악, 로동신문 개관, 논평, 김일성의 회고록 낭독 프로그램 등이 있다. 방송에서 나오는 조선의 고유 명사는 모두 조선어이다. 다만 1970년대 후반에는 평양도 "헤이죠"(へいじょう)라고 불렸다.
조선의 소리 영어 방송에서는 Foreign friends' sing이라는 프로그램이 있는데, 외국인이 부른 조선 가요를 들려주는 프로그램이다.

### 방송 시간대
2017년 5월, 평양시간을 기준으로 한다.
조선어 방송
- 08:00 - 09:00 주파수 7235 kHz 9445 kHz
- 18:00 - 19:00 주파수 7220 kHz 9445 kHz

2017년 1월, 평양시간을 기준으로 한다.
영어 방송
유럽향
- 00:00 - 01:00, 03:00 - 04:00, 06:00 - 07:00, 22:00 - 23:00
- 주파수 7570 kHz 12050 kHz

북미향
- 00:00 - 01:00, 22:00 - 23:00
- 주파수 9435 kHz 11710 kHz

중국어
- 17:00 - 18:00
- 주파수 7220 kHz 9445 kHz

북동아시아향
- 13:00 - 14:00, 15:00 - 16:00
- 주파수 7220 kHz 9445 kHz 9730 kHz

## 같이 보기
- 조선민주주의인민공화국의 선전
- 조선민주주의인민공화국의 검열